# Saint-Paul-de-Vézelin
Saint-Paul-de-Vézelin är en kommun i departementet Loire i regionen Auvergne-Rhône-Alpes i centrala Frankrike. Kommunen ligger i kantonen Saint-Germain-Laval som tillhör arrondissementet Roanne. År 2018 hade Saint-Paul-de-Vézelin 319 invånare.

## Befolkningsutveckling
Antalet invånare i kommunen Saint-Paul-de-Vézelin
| Referens: INSEE |